# Francisco Scarpa
Francisco Scarpa, (Sorocaba, 6 de março de 1910 – São Paulo, 18 de junho de 2013) foi um empresário e político brasileiro, outrora deputado federal por São Paulo.

## Dados biográficos
Filho de Nicolau Scarpa e Joaquina de Cunto Scarpa. Graduado pela Escola Superior de Tecelagem em Berlim em 1929, diplomou-se técnico em cervejaria pela Escola Doemens de Munique em 1938. De volta ao Brasil atuou nos ramos de máquinas pesadas, cimento, imobiliária e agricultura. Estreou na política ao eleger-se prefeito de Rio Claro via PDC, em 1959, permanecendo no cargo até vencer a eleição para deputado federal em 1962. Quando o Regime Militar de 1964 impôs o bipartidarismo, ingressou na ARENA, embora tenha abandonado a política a seguir.
Em seu retorno à iniciativa privada, trabalhou como diretor das Cervejarias Reunidas Skol Caracu, chegando ao posto de vice-presidente da companhia em 1972. Manteve-se na ativa como empresário até o ano 2000.